# 田山淳
田山 淳（たやま じゅん） は、日本の生理心理学者、臨床心理学者。早稲田大学人間科学学術院教授。

## 人物・経歴
1997年東北学院大学教養学部教養学科人間科学専攻卒業。2000年岩手大学大学院教育学研究科学校教育専攻修了。2004年東北大学大学院医学系研究科障害科学専攻行動医学分野修了、博士（障害科学）。
2005年東北労災病院附属看護専門学校非常勤講師、仙台白百合女子大学人間学部非常勤講師。2007年東京福祉大学短期大学部非常勤講師。2008年東北大学大学院医学系研究科非常勤講師、宮城学院女子大学学芸学部非常勤講師、宮城学院女子大学発達科学研究所客員研究員。
2009年長崎大学保健・医療推進センター准教授。2015年長崎大学大学院教育学研究科准教授。2019年早稲田大学人間科学学術院准教授。2022年早稲田大学人間科学学術院教授。専門は神経・生理心理学、臨床心理学、行動医学。

## 受賞
- 2009年 全国大学保健管理研究集会一般研究発表優秀演題[1]
- 2011年 日本行動医学会学術総会ポスター発表優秀賞[1]
- 2012年 全国大学保健管理研究集会一般研究発表優秀演題[1]
- 2012年 日本行動医学会学術総会内山記念賞[1]
- 2014年 日本ストレスマネジメント学会学術大会学会奨励賞[1]
- 2017年 日本行動医学会学術総会優秀演題賞[1]